# Relations entre la France et le Kazakhstan
Les relations entre la France et le Kazakhstan désignent les relations diplomatiques bilatérales s'exerçant entre la République française d'une part et la République du Kazakhstan de l'autre. Elles ont été établies en 1992 et sont aujourd'hui au niveau du partenariat stratégique.

## Histoire
Après la dissolution de l'URSS en 1991, le Kazakhstan est devenu indépendant. La France et le Kazakhstan ont établi des relations diplomatiques le 25 janvier 1992 et la France est devenue le premier pays européen à reconnaître le Kazakhstan. Les principes fondamentaux des relations franco-kazakhs ont été établis en 1992 lors de la visite officielle en France du président kazakh Noursoultan Nazarbaïev, au cours de laquelle un traité d'amitié, de coopération et de compréhension mutuelle a été signé entre les deux pays. En septembre 1993, le président français François Mitterrand a effectué une visite officielle au Kazakhstan. 
En fin d'année 2022, le président du Kazakhstan, Kassym-Jomart Tokaïev, effectue une visite de deux jours en France pour rencontrer le président français, Emmanuel Macron.

## Relations contemporaines

### Liens économiques
Le Kazakhstan est le premier partenaire commercial de la France en Asie centrale, la France est le troisième investisseur étranger au Kazakhstan. L'énergie et l'industrie sont les deux piliers des relations économiques entre la France et le Kazakhstan. En effet, le Kazakhstan exporte de l'uranium, nécessaire au fonctionnement des centrales nucléaires françaises.
Les échanges entre les deux pays ont progressé de 15% en 2021, les importations françaises ont augmenté de 30% pour s'établir à 2,05 milliards d'euros cette année-là. En 2021, le Kazakhstan est le deuxième fournisseur de pétrole brut de la France.
En 2021, la France est le 10e fournisseur du Kazakhstan. Les exportations françaises vers le Kazakhstan sont principalement composées d'aéronefs, d'engins spatiaux, de matériels ferroviaires et de préparations pharmaceutiques.
En 2021, la France est le 7e débouché des exportations du Kazakhstan.
Le groupe français Orano signe un accord sur la production d'uranium avec la société d’État Kazatomprom en décembre 2022.
L'entreprise française Alstom intensifie sa présence au Kazakhstan en 2022 en investissant plusieurs dizaines de millions d'euros dans des projets de maintenance et de production ferroviaire.

### Relations scientifiques
Les spationautes français sont souvent accueillis par le Kazakhstan. Ainsi, Thomas Pesquet a décollé et atterri à Baïkonour, base spatiale kazakhe. Les Alliances françaises sont implantées au Kazakhstan.